# Taylor Dayne
Taylor Dayne (nascida Leslie Wunderman; Nova Iorque, 07 de março de 1962) é uma cantora, compositora e atriz estadunidense.
Entre suas canções mais conhecidas, estão "Tell It to My Heart", "I'll Always Love You", "Prove Your Love", "Don't Rush Me", "With Every Beat of My Heart", "Love Will Lead You Back" e "I'll Be Your Shelter", todas as quais entraram no Top 10 da parada mais importante dos Estados Unidos, a Billboard Hot 100.

## Discografia

### Álbuns de Estúdio
- 1988: Tell It to My Heart
- 1989: Can't Fight Fate
- 1993: Soul Dancing
- 1998: Naked Without You
- 2008: Satisfied